# Abfallbeauftragter
Ein Abfallbeauftragter oder Betriebsbeauftragter für Abfall berät den Unternehmer oder Betreiber einer Anlage und die Betriebsangehörigen in Angelegenheiten, die für die Kreislaufwirtschaft und die Abfallbeseitigung bedeutsam sein können. Er gehört zu einer Reihe von „Betriebsbeauftragten des Unternehmens“, wie sie in Deutschland für verschiedene Unternehmungen und Zwecke geregelt sind; seine Bestellung, seine Aufgaben und die persönlichen Anforderungen an ihn sind durch Gesetz und Verordnung bestimmt.

## Aufgaben
Der Abfallbeauftragte wirkt als Berater in Angelegenheiten der Kreislaufwirtschaft, insbesondere der Abfallvermeidung und -verwertung, sowie der Abfallbeseitigung. Er ist sach- und fachkundig, was Abfallkunde, Beseitigungsmöglichkeiten, Gefahrenkunde und Rechtslagen angeht. Er ist ein Instrument der innerbetrieblichen Selbstüberwachung und hat keine unmittelbaren Pflichten gegenüber einer Aufsichtsbehörde. Abfallbeauftragte können Angestellte des jeweiligen Unternehmens (Betriebsangehöriger Abfallbeauftragter) sein oder ausnahmsweise extern bestellt werden. Abfallerzeuger und -besitzer sowie Anlagenbetreiber entledigen sich durch Bestellung eines Beauftragten jedoch nicht ihrer eigenen Verantwortung zum ordnungsgemäßen Umgang mit Abfällen.

## Rechtliche Grundlagen
Basis sind § 59 und § 60 Kreislaufwirtschaftsgesetz (KrWG); § 59 bestimmt den Kreis derer, die einen bestellen müssen, und § 60, wofür er bestellt wird, also seine Aufgaben.
Die Verpflichteten und die Anforderungen an die, die sie bestellen müssen und können, regelt das durch das KrWG ermächtigte Bundesministerium mit der Verordnung über Betriebsbeauftragte für Abfall (Abfallbeauftragtenverordnung – AbfBeauftrV). Sie beschreibt in Abschnitt 2 die Anforderungen an den Abfallbeauftragten, nämlich insbesondere Zuverlässigkeit (§ 8) und Fachkunde (§ 9). Daneben finden sich auch in § 55 des Bundesimmissionsschutzgesetzes Regelungen.
Die Vollzugshilfe zur Entsorgung von Abfällen aus Einrichtungen des Gesundheitsdienstes der Bund/Länder-Arbeitsgemeinschaft Abfall (LAGA) formuliert die Notwendigkeit, den Betriebsbeauftragten für Abfall sorgfältig auszuwählen.

## Pflicht zur Bestellung
§ 59 KrWG bestimmt in Verbindung mit § 2 Absatz 1 Abfallbeauftragtenverordnung diejenigen Betreiber von Abfallanlagen, insbesondere von immissionsschutzrechtlich genehmigungsbedürftigen (gefährlichen) Anlagen und von Anlagen, in denen mit gefährlichen Abfällen umgegangen wird, sowie Betreiber von Rücknahmesystemen und -stellen (im Rahmen der Produktverantwortung, ab § 23 KrWG), die einen Abfallbeauftragten zu bestellen haben. Dabei sind Art der Abfälle, Mengen und Branche des Unternehmens ausschlaggebend.
Gegen die verpflichtete Person, also d. Geschäftsführer(in) und ggf. die juristische Person, die die Bestellung -auch fahrlässig- unterlassen, sind Bußgelder zu verhängen.

## Persönliche Anforderungen
Abfallbeauftragte müssen zuverlässig im Sinne der AbfBeauftrV sein. In § 8 Absatz 2 finden sich entsprechende Ausschlusskriterien. Weiterhin müssen sie die Anforderungen an die Fachkunde laut § 9 Absatz 1 der AbfBeauftrV erfüllen. Berufliche Qualifikation, Berufserfahrung und Teilnahme an Lehrgängen sind hier die Grundvoraussetzung. Zudem besteht für Abfallbeauftragte eine kontinuierliche Fortbildungspflicht. Mindestens alle zwei Jahre ist ein behördlich anerkannter Lehrgang zu besuchen. Laut Anlage 1 zu § 9 der AbfBeauftrV sollen darin Kenntnisse des Abfallrechts und der Abfalltechnik (u. a. Recht, Arbeitsschutz, Haftung, Entsorgung) sowie Kenntnisse über die Position des Abfallbeauftragten (Rechte, Pflichten, Bestellung) vermittelt werden.